# Крик о мщении
«Крик о мщении» (англ. Cry Vengeance) — фильм нуар режиссёра Марка Стивенса, который вышел на экраны в 1954 году.
Фильм рассказывает о бывшем копе из Сан-Франциско Вике Бэроне (Марк Стивенс), жену и ребёнка которого убили гангстеры, а его самого подставили в преступлении. Выйдя из тюрьмы три года спустя, Вик решает отомстить крупному мафиози Тино Морелли, которого считает виновником своих бед. Выяснив, что Тино переехал в город Кетчикан на Аляске, Вик направляется туда, где в ходе расследования начинает понимать, что ведёт охоту не на того человека.
Фильм относится к многочисленной подкатегории фильмов нуар о мести наряду с такими картинами, как «Загнанный в угол» (1945), «Розовая лошадь» (1947), «Отчаянный» (1947), «Воровское шоссе» (1949), «Напряжённость» (1949), «Акт насилия» (1950), «Тёмный город» (1950), «Сильная жара» (1953) и «Убийца на свободе» (1956).

## Сюжет
В Кетчикане, рыбацком городке на Аляске, бывшему крупному гангстеру из Сан-Франциско Тино Морелли (Дуглас Кеннеди), который уже три года живёт тихой жизнью под именем Эл Кори, один из его подручных, Голубоглазый Джонни (Морт Миллз), сообщает, что завтра выходит на свободу Вик Бэрон (Марк Стивенс). Тино только что вернулся с рыбалки вместе с 6-летней дочерью Мари (Шерил Кэллоуэй), и на берегу их встречает его гражданская жена Пегги Хардинг (Марта Хайер). Тем временем бывший детектив полиции Вик Барон выходит из тюрьмы Сен-Квентин, где провёл три года за преступление, в котором его подставили. Вик приезжает в Сан-Франциско, где покупает оружие. Следящий за ним его бывший коллега Рэд (Джон Дусетт) рассказывает своему напарнику, что Вик три года назад близко подобрался к мафиозной верхушке, за что гангстеры подорвали его машину, в результате чего погибли его жена и дочь, а сам Вик остался с изуродованным лицом. Кроме того, Вику подбросили упаковку краденных денег, за что он получил срок за взятку.
Вик приходит в гости к Рэду, явно одержимый намерением выследить Морелли, которого считает виновным в гибели своей семьи. Рэд и лейтенант Пэт Райан (Дон Хэггерти) отговаривают его от мести, так как это не принесёт никому пользы, однако Вик стоит на своём, требуя сказать, где находится гангстер. Не получив никакой информации от бывших коллег, Вик приезжает в ночной клуб, принадлежащий бывшему партнёру Морелли по имени Ник Буда (Льюис Мартин), где подручный Буды, садист и убийца Рокси Дэвис (Скип Хомейер) провоцирует его у барной стойки на стычку. Когда Вик не выдерживает и начинает избивать Рокси, появляется Буда, заявляющий, что Морелли вместе со своей дочерью уехал из Сан-Франциско в неизвестном направлении сразу после того, как Вик оказался в тюрьме. После ухода Вика Буда поручает Рокси проследить за бывшим копом, так как если он найдёт Тино, то следующим будет Рокси. Затем Вик приходит к Лили Арнольд (Джоан Вос), с которой у него были отношения ещё до его женитьбы 8-9 лет назад, и которая с тех пор была сначала на содержании у Морелли, а затем стала девушкой Рокси. В это момент в квартире появляется Рокси с пистолетом в руке, который сначала грубо толкает Лили, а затем, угрожая оружием, бьёт Вика, однако тот выбивает у него пистолет и сам избивает Рокси. В конце концов, Лили, которая всегда хорошо относилась к Вику, сообщает ему, что Морелли можно найти в Кетчикане. Рэд приходит к Вику домой, сообщая, что Рокси выдвинул против него обвинение в избиении, и просит его сдать оружие. Вик бьёт и Рэя, после чего сразу же направляется в аэропорт. Узнав в полиции, что Вик уехал из города в поисках Морелли, Рокси силой заставляет Лили сознаться, что это она сказала Вику, где тот находится. Рокси немедленно посылает Морелли телеграмму, сообщая тому о скором прибытии Вика. Получив телеграмму, Морелли беседует с Джонни, повторяя, что это не он расправился с семьёй Вика. Джонни предлагает Тони сыграть на опережение, однако тот отказывается от каких-либо силовых действий. Тем временем из разговора Буды с Рокси в баре выясняется, что это Рокси подложил бомбу в машину, приведшую к смерти жены и ребёнка Вика, хотя Буда поручал ему избавиться только от Вика. Буда также упрекает Рокси в том, что тот зря выпустил Вика из города и зря предупредил Тино о том, что Вик направляется к нему, после чего поручает Рокси отправиться на Аляску вместе с Лили, чтобы убить Морелли, подставив в этом преступлении Вика. Буда также даёт Рокси указание сделать так, чтобы Лили «осталась» на Аляске.
О прибытии Вика в Кетчикан Джонни из аэропорта докладывает Тони, который приказывает, ничего не предпринимая, просто проследить за ним. Вик направляется в местный бар, где спрашивает у бармена о Морелли, на что сидящая тут же хозяйка бара Пегги Хардинг (Марта Хайер) говорит, что никогда не слышала о таком человеке, хотя и догадывается, что речь идёт об Эле Кори. Джонни идёт за Виком вплоть до его гостиничного номера, где тот набрасывается на него и душит. Придя в себя, Джонни говорит Вику, что Морелли не подставлял его и. Последние три года, по словам Джонни, Тино живёт честной жизнью, не хочет возвращаться к прошлому и даже готов заплатить Вику, чтобы тот прекратил его преследовать. Однако слова Джонни не убеждают Вика, и он всё равно клянётся убить Тино. В баре у Пегги Вик видит Морелли с дочерью, после чего разговаривает с ним наедине, угрожая ему жестокой смертью. Тино советует Вику уезжать домой, пока не случилось нечто непоправимое, на что Вик заявляет, что непоправимое уже произошло. Видя подавленное состояние Вика после ухода Тино, Пегги угощает его выпивкой, а затем приглашает его днём на прогулку на катере, во время которой они посещают красивое место на природе, где индейцы совершают свои ритуалы. Пегги рассказывает Вику, что Морелли, который был когда-то крупным мафиози, попытался изменить свою жизнь, став добропорядочным человеком и хорошим отцом, однако она видит, что Вик всё равно ненавидит его. Тот отвечает, что знает Тони как крупного гангстера, на счету которого множество преступлений, который убил его семью. В ходе разговора Пегги проникается симпатией к Вику, в итоге они обнимают и целуют друг друга.
После этой поездки Пегги приходит к офицеру местной полиции Майку Уолтерсу (Уоррен Дуглас), рассказывая ему о Тино Морелли. Тем временем, Вик следит за домом бывшего гангстера, и увидев гуляющую Мари, входит к ней в доверие, после чего достаёт пулю из своего револьвера и просит передать её отцу. Морелли приходит в ярость от такого «подарка», после чего берёт оружие и отправляется на поиски Вика, на всякий случай пряча Мари у Пегги. Когда Тино садится в машину, Рокси, который спрятался на заднем сидении, под угрозой оружия заставляет его выехать в пустынное место. Тино просит его отпустить, говоря, что должен защитить Мари от Вика, который думает, что это Тино убил его ребёнка. Рокси отвечает, что это он убил ребёнка Вика, после чего убивает Морелли. Лили приходит в бар, чтобы предупредить Вика о появлении в городе Рокси. В тот момент, когда она начинает говорить об этом, появляется Майк в сопровождении Пегги, который требует, чтобы Вик сдал оружие, однако Вик бьёт его и убегает. Проникнув в дом Морелли, он вырубает Джонни, после чего собирается похитить Мари, однако её доверчивость и невинность трогают Вика, и после того, как Мари целует его, Вик обнимает девочку и кладёт её обратно в кровать. Рокси возвращается в гостиничный номер и, используя подушку в качестве глушителя, убивает Лили, говоря, что теперь следствие заключит, что это Вик убил Тони и её из мести. В своём номере Вик сообщает Пегги, что после общения с Мари, решил вернуться в Сан-Франциско, однако она просит его остаться. В этот момент Вику звонит умирающая Лили, которая сообщает, что это Рокси убил Тино и застрелил её, а также что это он убил его жену и дочь. Перед смертью Лили просит Вика разобраться с Рокси, сообщая, что оставила для него письмо. Полиция обнаруживает тело Тино Морелли. Пегги и Вик едут в аэропорт, чтобы остановить Рокси, который ожидает свой задерживающийся рейс. Увидев Вика, он стреляет и уезжает на первой подвернувшейся машине. Вик преследует его на украденном такси, а Пегги и Майк следуют за ними в патрульной машине Майка. Майк говорит Пегги, что они нашли письмо Лили, которое снимает с Вика все подозрения в убийстве Тони. Дорога обрывается у завода, и Рокси пытается оторваться от Вика, взобравшись на вершину соседней дамбы. Когда Вик, наконец, настигает его, Рокси обвиняет во всём Буку, предлагая выяснить всё в Сан-Франциско, а затем неожиданно стреляет. Однако Вик успевает выстрелить раньше, ранив бандита, в результате чего тот срывается с дамбы вниз и разбивается. После этих событий Вик собирается назад в Сан-Франциско, на прощание тепло обнимая Пегги и Мари, и они чувствуют, что он к ним вернётся.

## В ролях
- Марк Стивенс — Вик Бэррон
- Марта Хайер — Пегги Хардинг
- Скип Хомейер — Рокси Дэвис
- Джоан Вос — Лили Арнольд
- Дуглас Кеннеди — Тино Морелли, он же Эл Кори
- Черил Кэллэуэй — Мари Морелли
- Морт Миллс — Голубоглазый Джонни
- Уоррен Дуглас — Майк Уолтерс
- Льюис Мартин — Ник Буда
- Дон Хаггерти — лейтенант Пэт Райан
- Джон Дусетт — Ред Миллер
- Дороти Кеннеди — Эмили Миллер

## Создатели фильма и исполнители главных ролей
Как отмечает историк кино Артур Лайонс, у продюсера фильма Линзи Парсонса «была собственная продюсерская компания, которая сделала несколько низкобюджетных фильмов для кинокомпаний Monogram и позднее для Allied Artists, среди них фильмы нуар „Страх“ (1946), „Лазейка“ (1954) и „Крик о мщении“ (1954)» .
По словам Лайонса, «Марк Стивенс был значимым нуаровым актёром, сыгравшим главные роли в таких популярных фильмах, как „Тёмный угол“ (1946) и „Улица без названия“ (1948), а позднее запомнился в качестве режиссёра и актёра таких фильмов, как „Крик о мщении“ (1954) и „План преступления“ (1956)» . Дэвид Хоган также напоминает, что «крепкий, хорошо сложенный Марк Стивенс удачно исполнил роль крутого героя под прикрытием в фильме нуар студии Twentieth Century Fox „Улица без названия“. Однако хотя Стивенс и подавал большие надежды, публика так никогда и не проявила к нему достаточно тепла, и в итоге он провёл большую часть своей долгой карьеры в фильмах категории В и на телевидении». Хэл Эриксон считает, что Стивенс «давно уже не относится к числу хорошо известных актёров. Тем не менее, он навсегда занял культовое место благодаря роли частного детектива Брэдфорда Галта в классическом фильме нуар „Тёмный угол“ (1946). В начале 1950-х годов работы у Стивенса в кино стало меньше, и он перешёл на телевидение, одновременно начав режиссёрскую карьеру».

## История создания фильма
Как отмечено на сайте Американского института киноискусства, «это был первый фильм Марка Стивенса в качестве режиссёра». По словам Гленна Эриксона, в качестве сценариста Стивенс пригласил бывшего актёра Уоррена Дугласа, который перед этим написал сценарий отличного маленького нуара «Лазейка» (1954).
Эриксон также указывает на то, что «фильм стал нетипично дорогим произведением для экономной киностудии Allied Artists со значительным объемом натурных съёмок в небольшом рыбацком городке Кетчикан». По информации Американского института киноискусства, натурные съёмки проходили в Кетчикане, Аляска, и в Сан-Франциско, а интерьеры снимались на телестудии KTTV в Лос-Анджелесе.

## Оценка фильма критикой

### Общая оценка фильма
После выхода на экраны фильм прошёл довольно незаметно, однако современные историки кино обратили на него внимание, дав ему преимущественно позитивные оценки. Так, Спенсер Селби описал его как нуар, в котором «озлобленный бывший заключённый разыскивает тех, что ответственен за то, что его подставили в преступлении и убили его семью», Майкл Кини назвал картину «быстрым боевиком с хорошей игрой Стивенса в роли мстителя со шрамом на лице, изощрённый план (мести) которого включал 6-летнюю дочь» своего предполагаемого обидчика.
Деннис Шварц описал картину как «небольшой фильм нуар о мщении, который представляет собой смесь крутого экшна со слащавостью», которая «проступает в огромных дозах в те моменты, когда Вик становится нормальным человеком благодаря любви к нему Пегги и невинной кротости Мари, а также когда он покидает Аляску смягчившимся человеком». По мнению Шварца, «слабый сценарий Джорджа Брикера и Уоррена Дугласа содержит слишком много надуманных и неясных моментов, и, несмотря на возбуждающие сцены экшна, фильм в целом получился не намного выше среднего».
Брюс Эдер заметил, что «начиная с первых кадров, в которых Кетчикан показан с борта почтового самолёта, этот визуально захватывающий фильм бросает смелый вызов зрителю, используя реальные места для наружных съёмок и в целом поддерживая реалистическую текстуру». По мнению Эдера, на первых минутах слишком много времени уделяется объяснению увиденного на экране, однако затем «режиссёр и исполнитель главной роли Марк Стивенс заставляет действие развиваться стремительно и гладко, открывая новые подробности и всё больше вовлекая зрителя». По мнению критика, своим «нарастанием уровня насилия» картина «немного напоминает „Большую жару“ Фритца Ланга, но с собственным стилем и темпом благодаря Стивенсу в качестве как актёра, так и режиссёра».
Гленн Эриксон также отметил, что этот «фильм часто сравнивают с „Большой жарой“, так как в обеих картинах героем движет месть после того, как его жена и ребёнок гибнут от взрыва бомбы в машине, а киллер Рокси в исполнении Скипа Хомейера чем-то напоминает персонажа Ли Марвина». При этом, по мнению Эриксона, «это одна из лучших картин об ослеплённых ненавистью героях, и в данном случает с удовлетворением можно констатировать, что герой преодолевает своё фатальное наваждение». Критик также обращает внимание на «очень удачную передачу местного колорита», при этом, с другой стороны, «интерьерные съёмки проходили по стандартам Allied Artists в дешёвых съёмочных павильонах телекомпании с двумя комнатами без окон».
Дэвид Хоган также считает, что этот «небольшой нуар в значительной степени вторичен по отношению к „Большой жаре“», которая «очевидным образом вдохновила сценаристов Уоррена Дугласа и Джорджа Брикера, а также продюсера Линзи Парсонса» . По мнению Хогана, свидетельством нуарового характера картины являются «конфликтующий, поглощённый местью городской антигерой», а также использование «одного из самых распространённых нуаровых клише — обшарпанной гостиничной комнаты, которую освещает мерцающая неоновая вывеска» .

### Оценка работы режиссёра и творческой группы
Работа Стивенса в качестве режиссёра вызвала неоднозначные оценки критики. Так, Дэвид Хоган считает, что помимо своей «вторичности и неуклюжести», этот фильм «даёт ясно понять, что режиссёр Марк Стивенс абсолютно не имел никакого таланта в работе с актёрами, включая самого себя». Отметив с положительной стороны «хорошую постановку уличных сцен, особенно жестоких», Хоган далее замечает, что «слишком много следующих одна за другой интерьерных сцен создают ощущение театральной постановки», в которой актёрам просто нечего делать, кроме как «смотреть друг на друга или позировать».
С другой стороны, по мнению Эдера, «Стивенс в качестве режиссёра, кажется, точно знает, как двигать историю вперёд, не тратя ни единого кадра плёнки впустую. А монтаж Элмо Вернона и музыка Пола Данлэпа также способствуют тому, чтобы получился один из быстрых и точных по темпу и захватывающих образцов фильма нуар».

### Оценка актёрской игры
Гленн Эриксон считает, что «актёры тщательно подобраны на все роли, сыграв их со смыслом, что показывает квалификацию Стивенса как режиссёра». В частности, по мнению Эдера, «Стивенс в главной роли излучает почти физически ощутимое, острое отчаяние, которое абсолютно убедительно». Эриксон также выделяет Марту Хайер, которая «никогда не выглядела лучше», а также Скипа Хомейера, который «шокирует своими абсолютно белыми волосами, очками и бабочкой, создавая образ по-настоящему больного персонажа». С другой стороны, Шварцу не понравилась «игра Хомейера в роли гнусного злодея, который переигрывает в качестве опасного типа с презрительной усмешкой и бабочкой».
Дэвид Хоган обратил внимание на то, что «если не считать Марту Хайер, которая стала приятным исключением, остальные актёры произносят свои реплики со скоростью улитки», в результате чего «все сцены в фильме становятся на треть длиннее, чем следует». Хогану, в частности, не понравился Стивенс в роли Вика, который «держа голову в руках, говорит подавленным монотонным шёпотом», что, вероятно, «должно производить драматический и пугающий эффект», однако на самом деле «главным образом раздражает и его тяжело слушать». Кроме того, по мнению Хогана, Скип Хомейер «нагло копирует персонаж Ли Марвина из „Большой жары“, а Джоан Воз даёт новую интерпретацию персонажа Глории Грэм» (из того же фильма).